# Coscinia benderi
Coscinia benderi là một loài bướm đêm thuộc phân họ Arctiinae, họ Erebidae.